# Frank Rauschning
Frank Rauschning (* 20. März 1962) ist ein ehemaliger deutscher Boxer.

## Boxkarriere
Rauschning boxte für den SG Wismut Gera, einer seiner Trainer war Rudi Rochel. Sein größter Erfolg im Nachwuchs war der Gewinn der Goldmedaille im Bantamgewicht bei der Junioren-Europameisterschaft 1980 in Rimini.
Bei den Erwachsenen boxte er in der DDR-Oberliga und wurde 1981, 1982 sowie 1983 jeweils mit Finalsiegen gegen Torsten Koch (2×) und Michael Stachewitz dreimal in Folge DDR-Meister im Federgewicht. Bei der Europameisterschaft 1983 in Warna gewann er dann eine Bronzemedaille im Federgewicht und wurde mit diesem Erfolg auch für den Weltcup 1983 in Rom nominiert, wo er ebenfalls eine Bronzemedaille im Federgewicht gewinnen konnte.
1984 gewann er mit einem Finalsieg gegen Ingo Benske den DDR-Meistertitel im Leichtgewicht und konnte an den Wettkämpfen der Freundschaft 1984 in Havanna teilnehmen, welche als sozialistische Gegenveranstaltung zu den Olympischen Sommerspielen 1984 abgehalten wurden. Dabei schied er im Viertelfinale gegen Adolfo Horta aus.
1985 und 1986 unterlag er im DDR-Finale des Federgewichts jeweils gegen Andreas Zülow, 1985 kampflos durch Nichtantritt und 1986 nach Punkten. Nach dem Finalkampf 1986 betrug seine Kampfbilanz 215 Kämpfe mit 165 Siegen. 1986 gewann er dann noch eine Bronzemedaille im Federgewicht bei den Goodwill Games in Moskau.
Darüber hinaus gewann er beim Chemiepokal in Halle (Saale) 1983 Gold, 1981 und 1985 Silber, sowie 1982, 1986 und 1987 Bronze.

## Sonstiges
Frank Rauschning arbeitete nach seiner Wettkampfkarriere als Autoverkäufer und Boxtrainer beim ASV Neumarkt sowie ab 2007 auch als Trainer des bayerischen Amateurboxverbandes. Er ist verheiratet und lebt in Neumarkt/Oberpfalz (Stand: 2018).